# Liechtensteiner-Cup 1952-1953
La Liechtensteiner-Cup 1952-1953 è stata l'ottava edizione della coppa nazionale del Liechtenstein conclusa con la vittoria finale del Vaduz, al suo terzo titolo.
Della competizione è noto solo il risultato della finale.

## Finale
| Vaduz | Vaduz | 4 – 2 | FC Triesen |  |